# Irbisia pacifica
Irbisia pacifica är en insektsart som först beskrevs av Philip Reese Uhler 1872.  Irbisia pacifica ingår i släktet Irbisia och familjen ängsskinnbaggar. Inga underarter finns listade i Catalogue of Life.